# ۲۳ فوریه
۲۳ فوریه پنجاه و چهارمین روز سال در گاه‌شماری میلادی است. ۳۱۱ روز (در سال‌های کبیسه ۳۱۲روز) تا پایان سال باقی‌است.

## زادروزها
- ۱۹۸۸ – زاشا وبر، دوچرخه‌سوار اهل آلمان

## درگذشت‌ها
- ۱۹۲۳. احمد دحلان، عالم مسلمان و نوگرای اندونزی.
- ۱۹۴۵ - آلکسیی نیکولایویچ تولستوی، شاعر و رمان‌نویس روس
- ۱۹۶۵ - استن لورل، بازیگر و کمدین آمریکایی
- ۱۹۶۹ - سعود بن عبدالعزیز آل سعود، دومین پادشاه عربستان سعودی (ز. ۱۹۰۲)
- ۱۹۳۴ - ادوارد الگار، موسیقی‌دان بریتانیایی